# Mauro Ottolini

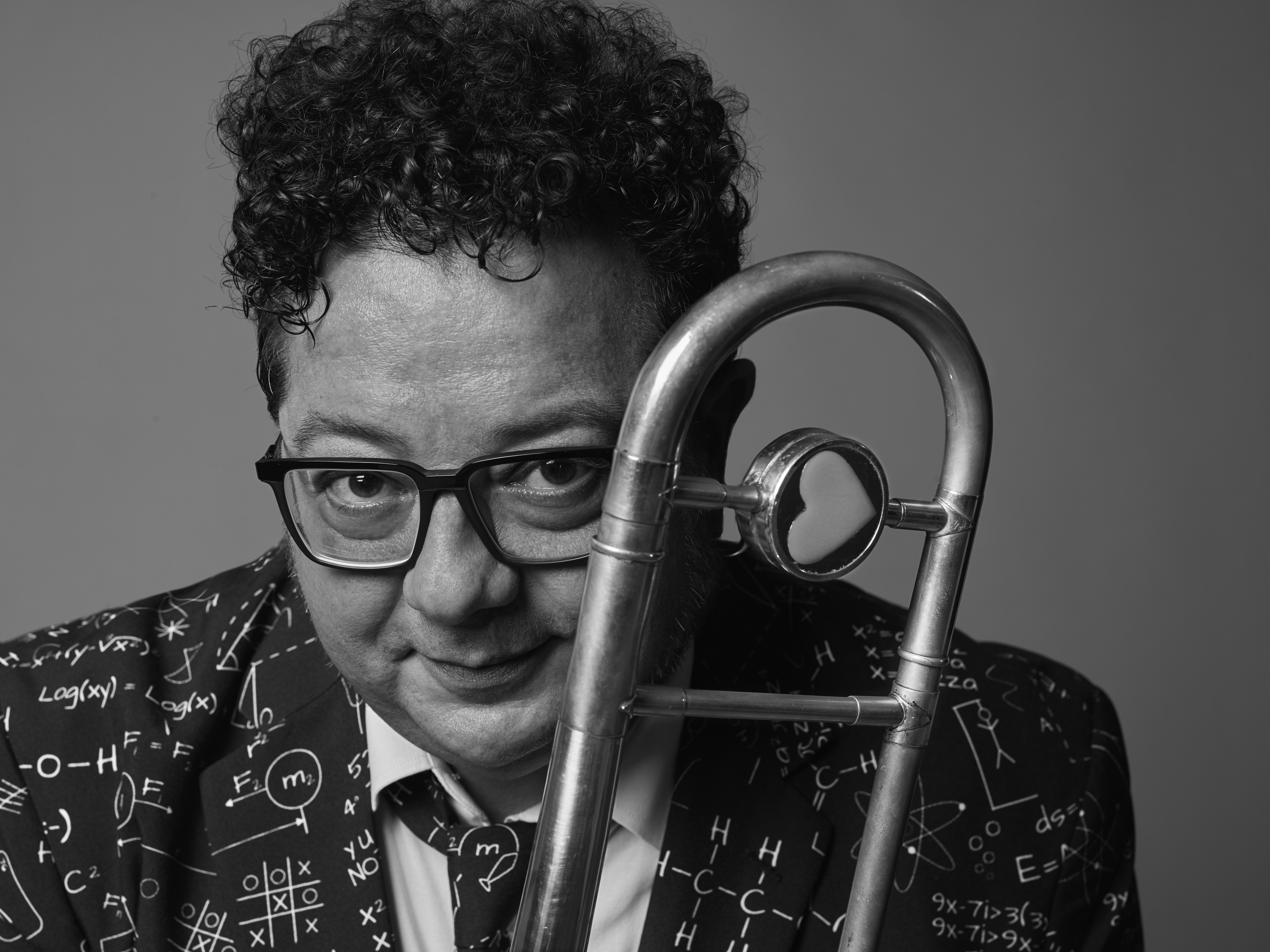
Mauro Ottolini (2017)

Mauro Ottolini (* 14. April 1972 in Bussolengo) ist ein italienischer Jazzmusiker (Posaune, Tuba, auch Sousaphon, Schneckenhörner, Komposition).

## Leben und Wirken
Ottolini beendete 1993 ein klassisches Posauenenstudium am Konservatorium von Verona. Er besuchte die Meisterkurse von Michel Becquet und begann 1996, im Orchester der Arena di Verona Posaune zu spielen, wo er bis 2008 blieb. 2002 schloss er sein Studium der Jazz-Posaune am Konservatorium Bonporti in Trient bei Franco D’Andrea ab, der ihn für eine lange Zusammenarbeit mit seinen Ensembles auswählte. In Los Angeles hatte er die Möglichkeit, bei dem amerikanischen Posaunisten Steve Turre zu studieren, der ihn in das Schneckenhorn-Spiel einführte.
Seit 2002 arbeitete Ottolini im Bereich des Jazz mit Frank Lacy, Trilok Gurtu, Kenny Wheeler, Han Bennink, Carla Bley, Steve Swallow, Tony Scott, Maria Schneider und Gary Valente, im Bereich der Black Music mit Grace Jones, Gino Vannelli, Emy Stewart und Joseph Bowie. 2005 veröffentlichte Ottolini sein Debütalbum Jazz Funk, das von Funk und Acid Jazz bestimmt ist. Auf Ecologic Island kommen seine Fähigkeiten als Arrangeur und Multiinstrumentalist zur Geltung. Auf dem Album Slide Family von 2007 dirigierte er elf Posaunisten, zwei Schlagzeuger und einen DJ. Dann entstand seine Gruppe Ottovolante, die sich der italienischen Varietémusik widmete.
2008 gründete Ottolini das Ensemble Sousaphonix, mit dem er sich intensiver mit der Mehrstimmigkeit befasste und unkonventionelle Musikinstrumente einsetzte. Im Folgejahr veröffentlichte er das gleichnamige Album, dem 2010 The Sky Above Braddock folgte, das auf einer Kurzgeschichte von Mario Calabresi aufbaute und als Soundtrack für den Zeichentrickfilm The Workman Blues Verwendung fand. 2012 folgte mit Bix Factor eine Hommage an Bix Beiderbecke und den Jazz der 1920er Jahre. Mit Sousaphonix folgten weitere Alben wie Buster Kluster (2016). In den nächsten Jahren beschäftigte er sich mit dem Klang von Naturhörnern, die er selbst aus Meeresschnecken herstellte (Sea Shell, 2019).
Ottolini hat an der Aufnahme von über 300 Schallplatten mitgewirkt, von denen 30 unter seinem eigenen Namen erschienen sind. Für Enrico Rava arrangierte er die Musik von Michael Jackson.
Ottolini unterrichtete an der New York University und gab Kurse an wichtigen Akademien und Institutionen wie dem Pariser Konservatorium.

## Preise und Auszeichnungen
Im Jahr 2012 erhielt Ottolini den nationalen Kritikerpreis „Top Jazz“ als „bester italienischer Jazzmusiker“. Von der UNESCO wurde er zum Kulturbotschafter des Veneto ernannt. Nach seiner Beschäftigung mit dem Klang der Schneckenhörner auf dem Album Sea Shell wurde eine neu entdeckte Schneckenart nach ihm Turritella Ottolinii genannt.